# Elatostema cuneatum
Elatostema cuneatum är en nässelväxtart som beskrevs av Robert Wight. Elatostema cuneatum ingår i släktet Elatostema och familjen nässelväxter. Inga underarter finns listade i Catalogue of Life.